# Número bicomplexo
| × | 1 | i  | j | k  |
| - | - | -- | - | -- |
| 1 | 1 | i  | j | k  |
| i | i | −1 | k | −j |
| j | j | k  | 1 | i  |
| k | k | −j | i | −1 |

Na matemática, um tessarine é um número hipercomplexo da forma
{\displaystyle t=w+xi+yj+zk,\quad w,x,y,z\in \mathbb {R} }
onde {\displaystyle ij=ji=k,\quad i^{2}=-1,\quad j^{2}=+1.}
Os tessarines são mais conhecidos por sua subálgebra de tessarines reais {\displaystyle t=w+yj,} também chamados de números complexos hiperbólicos, que expressam a parametrização da hipérbole unitária.
James Cockle introduziu os tessarines em 1848 em uma série de artigos na Philosophical Magazine. Cockle usou os tessarines para isolar as séries de cossenos hiperbólicos e as séries de senos hiperbólicos nas séries exponenciais. Ele também mostrou como os divisores de zero surgem nos tessarines, inspirando ele a usar o termo "impossíveis."
Em 1892, Corrado Segre introduziu os números bicomplexos no Mathematische Annalen, que formam uma algebra equivalente aos tessarines (ver seção abaixo). Como números hipercomplexos comutativos, a álgebra tessarine é defendida por Clyde M. Davenport (1991, 2008) (mudou j e −k em sua tabela de multiplicação). Davenport notou o isomorfismo com a soma direta do plano de números complexos com si mesmo. Tessarines também foram aplicados no processamento de sinal digital (ver Pei (2004) e Alfsmann (2006,7). Em 2009, matemáticos provaram um teorema fundamental da álgebra tessarine: um polinômio de grau n com coeficientes tessarines tem n2 raízes, contando multiplicidades.

## Representação linear
Para o tessarine {\displaystyle t=w+xi+yj+zk,} note que {\displaystyle t=(w+xi)+(y+zi)j} pois ij = k.
A aplicação
{\displaystyle t\mapsto {\begin{pmatrix}p&q\\q&p\end{pmatrix}},\quad p=w+xi,\quad q=y+zi}
é uma representação linear da álgebra dos tessarines como uma subálgebra de matrizes complexas 2 × 2.
Por exemplo, ik = i(ij) = (ii)j = −j na representação linear é
{\displaystyle {\begin{pmatrix}i&0\\0&i\end{pmatrix}}{\begin{pmatrix}0&i\\i&0\end{pmatrix}}={\begin{pmatrix}0&-1\\-1&0\end{pmatrix}}.}
Note que ao contrário de muitas álgebras matriciais, esta é uma álgebra comutativa.

## Isomorfismos para outros sistemas numéricos
Em geral, os tessarines formam uma álgebra de dimensão dois sobre os números complexos com base { 1, j }.